# موج ایستاده

دو موج مخالف همدیگر در برخورد منجر به ایجاد موج ایستا می‌شوند.

موج ایستا (به انگلیسی: standing wave)، موج ساکن، (به انگلیسی: stationary wave) یا موج ایستاده، موجی است که دامنهٔ نوسان در هر نقطه، مقداری  منحصر به فرد و ثابت است. 
موج ساکن، از تداخل موج رَوَنده (به انگلیسی: Travelling waves) و موج بازتابیدۀ آن (در اثر بازتاب) پدید می‌آید.
مثال خوبی از امواج ساکن، ارتعاش سیم در سازهای زهی مانند ویولن، تار و سنتور است. همچنین در سازهای کوبه‌ای مانند طبل، نیز موج ساکن پدید می‌آید.

## تداخل امواج
در فیزیک، برهم‌نهی یا تداخل امواج، منجر به امواج ساکن می‌شود؛ برهم‌نهی دو موج با بسامد و دامنه یکسان که در جهت مخالف هم حرکت می‌کنند به تشکیل موج ایستاده می‌انجامد.
در امواج ساکن، برخلاف امواج رونده، انرژی‌ منتقل نمی‌شود.

## محیط حرکت امواج
مثالی از ایجاد امواج ایستا در هنگام برخورد امواج متوسط می‌تواند امواج لی به هنگام راندن هواپیمای بی‌موتور باشد، امواج لی در اصل امواج ایستای هوا در جو زمین هستند که به در هوا ماندن هواپیماهای بی موتوری پرواز کمک می‌کنند.
در علم هیدرولیک وقتی مایع با سرعت زیاد به منطقه‌ای وارد می‌شود که سرعت پایینی دارد سطح آب در آن منطقه به طور ناگهانی بالا می‌رود و یک موج ایستا تشکیل می‌شود که به این حالت جهش هیدرولیک گویند.

## توضیحات ریاضی

### موج ایستا روی ریسمانی با طول نامتناهی
برای شروع، ریسمانی با طول نامتناهی در امتداد محور x در نظر بگیرید که آزاد است به صورت عرضی در جهت y کشیده شود.
برای یک موج هارمونیک که در طول ریسمان به سمت راست حرکت می کند، جابجایی ریسمان در جهت y به عنوان تابعی از موقعیت x و زمان t است
{\displaystyle y_{\text{R}}(x,t)=y_{\text{max}}\sin \left({2\pi x \over \lambda }-\omega t\right).}
جابجایی در جهت y برای یک موج هارمونیک یکسان که به سمت چپ حرکت می کند، است:
{\displaystyle y_{\text{L}}(x,t)=y_{\text{max}}\sin \left({2\pi x \over \lambda }+\omega t\right),}
در این معادلات:
- ymax دامنه جابجایی ریسمان برای هر موج است،
- ωبسامد زاویه‌ای یا معادل 2π برابر بسامد f است،
- λ طول‌‌موج است،
- x و t به ترتیب جایگاه طولی و زمان هستند.

بنابراین معادله موج حرکتی راست و چپ روی همان ریسمان، جابجایی کل ریسمان حاصل مجموع yR و yL است.:
{\displaystyle y(x,t)=y_{\text{R}}+y_{\text{L}}=y_{\text{max}}\sin \left({2\pi x \over \lambda }-\omega t\right)+y_{\text{max}}\sin \left({2\pi x \over \lambda }+\omega t\right).}

## پیوندها
- برهم‌نهی امواج